# Zhang Hao
Zhang Hao (kinesiska:张昊), född 6 juli 1984 i Harbin, Heilongjiang, är en kinesisk konståkare.
Han tog silver i OS i Turin 2006 i paråkning, tillsammans med Zhang Dan.